# Ambush Bug
Ambush Bug es un personaje ficticio que aparece en varios comic books publicados por DC Comics. Su nombre supuestamente es Irwin Schwab, pero como sufre de problemas mentales que le impiden comprender verdaderamente la realidad que le rodea, su verdadera identidad podría ser no más que un engaño de su parte. Su origen es controvertido, aunque el más comúnmente aceptado es que el origen en el que Brum-El (una alusión a Jor-El, padre de Superman) del planeta Schwab envió a su ropa de su condenado planeta supuestamente, con la esperanza que su armario pudiera sobrevivir, solo que se interceptada por una araña gigante radiactiva espacial. En el choque resultante, el traje de Ambush Bug llegó a la Tierra y posteriormente fue encontrado por Irwin Schwab (además del traje, "sobrevivió" un calcetín, que posteriormente se convertiría en un supervillano llamado Argh Yle).

## Trayectoria editorial
Ambush Bug fue creado por Keith Giffen en DC Comics Presents #52. Irwin vistió el traje de Ambush Bug y se convirtió en un villano que enfrentó a Superman y la Patrulla Condenada. Su traje verde llevaba en el hueco de sus dos antenas un robot en miniatura que le daba la capacidad de teletransportarse a él. Posteriormente, Ambush Bug decidió a ser un superhéroe también. El traje, al parecer, permanente lo usa y obtuvo el poder de telepuerto por sí mismo. Durante su propia serie en 1985, tomó a un muñeco y pensando que estaba vivo, lo "adoptó" como un socio llamado "Mejillas, el juguete Maravilla". También durante esta serie, luchó un verdadero chico malo llamado Sable. En 2006, apareció en la serie 52 # 24 como parte de una efímera Liga de la Justicia. Esta versión de la JLA termina después de que varias personas fueran asesinadas durante una misión.

## Apariciones en tv
Hizo una aparición en la serie de Batman: The Brave and the Bold en el capítulo final donde Bati-Duende pretende convertir la serie en una que sea tan mala que la televisora tendrá que cancelar el show para dar paso a uno más oscuro, pero Ambush Bug sabiendo la situación actual convence a Batman de no dejarse manipular por el Bati-Duende y junto con los otros superhéroes que aparecen en la serie logran vencerlo.
Se habla que en un futuro proyecto podrá aparecer en una película protagonizada en su totalidad por él, pero este plan si se logra ejecutar será luego del desarrollo de los primeros proyectos del capítulo 1 (Gods and Monsters) del plan de DC Studios liderado por James Gunn y Peter Safran.